# 강해지
강해지(1990년 11월 14일~)는 대한민국의 골프 선수이다.